# サン・ミケーレ・ディ・セリーノ
サン・ミケーレ・ディ・セリーノ（伊: San Michele di Serino）は、イタリア共和国カンパニア州アヴェッリーノ県にある、人口約2,500人の基礎自治体（コムーネ）。

## 地理

### 位置・広がり

#### 隣接コムーネ
隣接するコムーネは以下の通り。
- アイエッロ・デル・サーバト
- チェジナーリ
- サンタ・ルチーア・ディ・セリーノ
- サント・ステーファノ・デル・ソーレ
- セリーノ